# VV De Zuiderburen
Voetbalvereniging de Zuiderburen is een in 1967 opgerichte buurtvoetbalvereniging uit Reusel, gemeente Reusel-De Mierden, Noord-Brabant, Nederland.
De thuiswedstrijden worden op het gemeentelijk “sportpark Den Hoek” gespeeld.
Lang werd er in lokale- en regionale (buurt)competities gespeeld. Sinds het seizoen 2014/15 speelt De Zuiderburen onder de vlag van de KNVB in de reserve klasse, in het seizoen 2023-24 is dit in de 4e klasse zondag. In totaal spelen er drie seniorenteams en een 45 plus team bij de mannen en een vrouwenvoetbalteam in competitieverband.
HMVV · VV Hulsel · Reusel Sport · SDO '39  · VV De Zuiderburen